# Belägringen av Boston
Belägringen av Boston (engelska: Siege of Boston) ägde rum mellan den 19 april 1775 till den 17 mars 1776 under det amerikanska frihetskriget. Milissoldater från New England förhindrade den brittiska garnisonen i Boston från att göra trupprörelser utanför staden. Brittisk proviantering och förstärkningar från havet var begränsat. Efter elva månaders belägring övergav britterna Boston genom att segla till Nova Scotia.

## Belägringens inledning
Belägringen inleddes den 19 april efter slaget vid Lexington och Concord, då milisen från omgivande Massachusetts avspärrade landvägen till Boston. Kontinentalkongressen bildade kontinentalarmén från milisen med George Washington som dess överbefälhavare. I juni 1775 intog britterna Bunker och Breed's Hills, men de tog stora förluster och deras vinster var otillräckliga för att bryta kontinentalarméns grepp om landvägen till Boston. Militära insatser under resten av belägringen var begränsade till enstaka razzior, smärre skärmytslingar och skarpskytteeld.

## Brittiska armén lämnar staden
I november 1775 beordrade Washington Henry Knox att leverera det tunga artilleriet till Boston som hade erövrats vid Fort Ticonderoga. I en tekniskt komplicerad och krävande operation förde Knox flera kanoner till Boston under januari 1776. I mars 1776 användes dessa för att befästa Dorchester Heights, som tittade ut över Boston, dess hamn och som hotade den brittiska försörjningslinjen. Den brittiske befälhavaren William Howe insåg att den brittiska ställningen var oförsvarlig och retirerade med sina trupper till det brittiska fästet i Halifax, Nova Scotia den 17 mars.